# Campeonato Europeo de Pentatlón Moderno de 2017
El XXVI Campeonato Europeo de Pentatlón Moderno se celebró en Minsk (Bielorrusia) entre el 17 y el 24 de julio de 2017 bajo la organización de la Unión Internacional de Pentatlón Moderno (UIPM) y la Federación Bielorrusa de Pentatlón Moderno.
Las competiciones se realizaron en dos zonas diferentes: las pruebas de natación y esgrima en las instalaciones de la Universidad Estatal de Bielorrusia de Cultura Física, y las pruebas de saltos ecuestres y la combinada de carrera y tiro en el Centro Olímpico Nacional de Entrenamiento de Deportes Ecuestres ubicado en la localidad de Radomka.

## Masculino

### Individual
| Puesto | Atleta          | País    | ESG | NAT | HÍP | CAR + TIR | Total |
| ------ | --------------- | ------- | --- | --- | --- | --------- | ----- |
| Oro    | Alexandr Lesun  | Rusia   | 268 | 296 | 299 | 599       | 1462  |
| Plata  | Róbert Kasza    | Hungría | 265 | 300 | 286 | 607       | 1458  |
| Bronce | Valentin Belaud | Francia | 235 | 294 | 292 | 633       | 1454  |

### Equipos
| Puesto | País    | ESG | NAT | HÍP | CAR + TIR | Total |
| ------ | ------- | --- | --- | --- | --------- | ----- |
| Oro    | Hungría | 737 | 909 | 864 | 1817      | 4327  |
| Plata  | Rusia   | 673 | 893 | 863 | 1838      | 4267  |
| Bronce | Francia | 588 | 883 | 869 | 1887      | 4227  |

### Por relevos
| Puesto | Atletas                       | País            | ESG | NAT | HÍP | CAR + TIR | Total |
| ------ | ----------------------------- | --------------- | --- | --- | --- | --------- | ----- |
| Oro    | Ondřej Polívka Martin Bilko   | República Checa | 322 | 235 | 286 | 642       | 1485  |
| Plata  | Alexandre Henrard Simon Casse | Francia         | 325 | 200 | 280 | 677       | 1482  |
| Bronce | Patrick Dogue Marvin Douge    | Alemania        | 319 | 218 | 286 | 658       | 1481  |

## Femenino

### Individual
| Puesto | Atleta                | País        | ESG | NAT | HÍP | CAR + TIR | Total |
| ------ | --------------------- | ----------- | --- | --- | --- | --------- | ----- |
| Oro    | Anastasiya Prokopenko | Bielorrusia | 238 | 261 | 279 | 572       | 1350  |
| Plata  | Sarolta Kovács        | Hungría     | 221 | 292 | 293 | 530       | 1336  |
| Bronce | İlke Özyüksel         | Turquía     | 178 | 275 | 296 | 584       | 1333  |

### Equipos
| Puesto | País        | ESG | NAT | HÍP | CAR + TIR | Total |
| ------ | ----------- | --- | --- | --- | --------- | ----- |
| Oro    | Italia      | 651 | 824 | 872 | 1616      | 3963  |
| Plata  | Hungría     | 640 | 850 | 856 | 1563      | 3909  |
| Bronce | Bielorrusia | 697 | 803 | 833 | 1558      | 3891  |

### Por relevos
| Puesto | Atletas                          | País        | ESG | NAT | HÍP | CAR + TIR | Total |
| ------ | -------------------------------- | ----------- | --- | --- | --- | --------- | ----- |
| Oro    | Annika Schleu Lena Schöneborn    | Alemania    | 225 | 295 | 282 | 587       | 1389  |
| Plata  | Anna Buriak Alise Fajrudtinova   | Rusia       | 243 | 302 | 284 | 558       | 1387  |
| Bronce | Katsiaryna Arol Tatsiana Jaldoba | Bielorrusia | 215 | 294 | 297 | 533       | 1339  |

## Relevo mixto
| Puesto | Atletas                             | País    | ESG | NAT | HÍP | CAR + TIR | Total |
| ------ | ----------------------------------- | ------- | --- | --- | --- | --------- | ----- |
| Oro    | Gulnaz Gubaidulina Kiril Beliakov   | Rusia   | 225 | 320 | 291 | 600       | 1436  |
| Plata  | Alessandra Frezza Pierpaolo Petroni | Italia  | 241 | 307 | 286 | 596       | 1430  |
| Bronce | Sarolta Kovács Róbert Kasza         | Hungría | 240 | 314 | 272 | 593       | 1419  |

## Medallero
| Núm. | País            | Oro | Plata | Bronce | Total |
| ---- | --------------- | --- | ----- | ------ | ----- |
| 1    | Rusia           | 2   | 2     | 0      | 4     |
| 2    | Hungría         | 1   | 3     | 1      | 5     |
| 3    | Italia          | 1   | 1     | 0      | 2     |
| 4    | Bielorrusia     | 1   | 0     | 2      | 3     |
| 5    | Alemania        | 1   | 0     | 1      | 2     |
| 6    | República Checa | 1   | 0     | 0      | 1     |
| 7    | Francia         | 0   | 1     | 2      | 3     |
| 8    | Turquía         | 0   | 0     | 1      | 1     |
|      | TOTAL           | 7   | 7     | 7      | 21    |